# Willis R. Whitney
Willis Rodney Whitney, född den 11 augusti 1868 i Jamestown, New York, död den 9 januari 1958 i Schenectady, New York, var en amerikansk kemist.
Tillsammans med Arthur Amos Noyes ställde Whitney upp Noyes-Whitney-ekvationen. År 1911 invaldes Whitney i American Academy of Arts and Sciences. År 1916 erhöll han Willard Gibbs-priset, 1921 Perkinmedaljen, 1931 Franklinmedaljen och 1934 Edisonmedaljen. År 1928 tilldelades han guldmedalj av National Institute of Social Sciences och 1937 Public Welfare Medal av National Academy of Sciences, där han var ledamot sedan 1917. Han var hedersdoktor vid University of Pittsburgh och Union College. Verksamhetsåret 1911–1912 var han president i Electrochemical Society och 1909 i American Chemical Society. Han var ledamot av American Philosophical Society (sedan 1931) och av American Institute of Electrical Engineers.